# MindArk
MindArk (MindArk PE AB) — шведская частная компания, разработчик компьютерных игр. Штаб-квартира расположена в Гётеборге. Генеральным директором и основным акционером компании является Ян Вельтер Тимкранс (англ. Jan Welter Timkrans).
Главный и самый узнаваемый продукт компании MindArk — массовая многопользовательская онлайн-игра «Entropia Universe», ранее известная как «Project Entropia». Entropia Universe — смесь шутера и MMORPG, которая была запущена в 2003 году.

## История
В 1995 году Ян Вельтер Тимкранс (англ. Jan Welter Timkrans) вместе с группой коллег начали разрабатывать технологическую платформу для трёхмерного онлайнового виртуального мира. Результат был успешен, и в 1999 году для поддержания проекта была создана компания MindArk AB. Сам же проект изначально назывался «Project Entropia».
В апреле 2003 года игра была запущена на коммерческой основе. С 2004 года проект стал окупаемым и привлёк более 615 тысяч человек к середине 2007 года. C 2004 года MindArk занялась разработкой и обслуживанием трёх продуктов — «Planet Calypso», «Entropia Universe» и «Entropia Universe Platform».
25 июля 2007 года MindArk лицензировал игровой движок CryEngine 2, разработанный Crytek, для использования в «Entropia Universe». Было заявлено, что переход со старого движка Gamebryo на новый CryEngine 2 произойдёт к лету 2008 года, однако фактический переход состоялся лишь 17 августа 2009 года в виде обновления VU 10.0.
С 18 по 21 октября 2007 года сотрудники MindArk присутствовали на международной выставке компьютерных игр «E for All», которая проходила в Лос-Анджелесе. На этой выставке американский журнал GamePro вручил игре награду «Best Original Game» (рус. Лучшая оригинальная игра).
За 2007 год оборот «Entropia Universe» составил 400 млн. американских долларов.
14 апреля 2008 года игра «Entropia Universe» выиграла награду «Эмми» и таким образом стала первым виртуальным миром, которому была присуждена эта награда. Награда «Interactive Emmy Award» была вручена Международной академией телевизионных искусств и наук (англ. International Academy of Television Arts and Sciences) в Каннах.
На протяжении 2009 года было принято и исполнено стратегическое решение по реструктуризации MindArk и создании четырёх филиалов под контролем материнской компании MindArk PE AB: First Planet Company AB, MindBank AB, EUSO AB и Ilunova.